# Josef Rest
Josef Rest (* 19. Dezember 1884 in Münchweier bei Ettenheim; † 9. April 1961 in Freiburg im Breisgau) war ein deutscher Bibliothekar.

## Leben
Josef Rest besuchte das Gymnasium Ettenheim, wo er 1904 das Abitur ablegte. Von 1905 bis 1908 studierte er Geschichte und Geographie an der Universität Freiburg und in Paris und wurde 1908 bei dem Historiker Heinrich Finke promoviert. 1909 legte er das Staatsexamen für das höhere Lehramt ab. Anfang 1909 begann er als Volontär seine Tätigkeit an der Universitätsbibliothek Freiburg, wo er 1909 wissenschaftlicher Hilfsarbeiter wurde, 1917 Kustos und 1919 Bibliothekar; seine Tätigkeit wurde 1915 bis 1918 durch Kriegsdienst im Ersten Weltkrieg unterbrochen. Von 1929 bis zu seiner Pensionierung 1953 war er Direktor der Universitätsbibliothek Freiburg.
Im Zweiten Weltkrieg veranlasste Rest die Auslagerung großer Teile der Bestände der Universitätsbibliothek ohne größere Einschränkung für die Benutzung. Dadurch blieb nahezu der gesamte Bestand der Bibliothek unversehrt, obwohl das Gebäude erhebliche Schäden erlitt. Zum Dank für seine Verdienste um die Bibliothek wurde er 1945 zum Honorarprofessor für Buch- und Bibliotheksgeschichte an der Universität Freiburg ernannt.
1949 wurde Josef Rest Ehrenbürger seiner Heimatgemeinde Münchweier, 1952 erhielt er das Bundesverdienstkreuz, 1954 wurde er korrespondierendes Mitglied der Kommission für geschichtliche Landeskunde in Baden-Württemberg.

## Schriften (Auswahl)
- Kardinal Fillastre. Bis zur Absetzung Johanns XXIII. auf dem Konstanzer Konzil. Wagner, Freiburg im Breisgau 1908 (Dissertation Universität Freiburg/Br.).
- Die älteste Geschichte der Universitätsbibliothek Freiburg. In: Zentralblatt für Bibliothekswesen, Bd. 39 (1922), S. 7–25.
- (Bearb.): Die Urkunden des Heiliggeistspitals zu Freiburg im Breisgau. Bd. 3: 1220-1806 (Nachträge). Caritas-Druckerei, Freiburg/Br. 1927.
- Holz- und Metallschnitte aus der Universitätsbibliothek Freiburg i. Br. und anderen Bibliotheken und Sammlungen in Freiburg i.Br., Konstanz und St. Peter im Schwarzwald (= Einblattdrucke des fünfzehnten Jahrhunderts, Bd. 94). Heitz, Straßburg 1938.
- Die Universitätsbibliothek Freiburg und ihre Aufgaben im oberrheinischen Raum. In: Oberrheinische Heimat, Bd. 28 (1941), S. 300–317.
- Freiburg i. Br.: Universitätsbibliothek. In: Georg Leyh (Hrsg.): Die deutschen wissenschaftlichen Bibliotheken nach dem Krieg. Mohr, Tübingen 1947, S. 84–93.
- Die Universitätskapelle im Freiburger Münster. Bauarbeiten am Münsterchor im 14. und 15. Jahrhundert. In: Beiträge zur Freiburger Wissenschafts- und Universitätsgeschichte, Bd. 22 (1960), S. 113–168.
- Aufsätze zur Geschichte der südlichen Ortenau. Historischer Verein für Mittelbaden. Ettenheim 1986.